# Unternehmensbezogene Dienstleistungen
Unter unternehmensbezogenen Dienstleistungen versteht man Dienstleistungen, die nicht von Privatleuten, sondern nur von Unternehmen in Anspruch genommen werden.
Beispiele von Unternehmen, die unternehmensbezogene Dienstleistungen anbieten, sind Wachdienste, Werbeagenturen, Managementtrainer, Frachtunternehmen, IT-Dienstleister etc. 

## Bedeutungszunahme unternehmensbezogener Dienstleistungen: Gründe
In den unternehmensbezogenen Dienstleistungen ist ein seit Jahrzehnten ungebrochener Wachstumstrend zu beobachten. Dies hat mehrere Gründe: 
- Im Zuge der Tertiarisierung, der Bedeutungszunahme des Dienstleistungssektors für die Wirtschaftskraft und den Arbeitsmarkt insbesondere in den Industriestaaten,  kommt es verstärkt zu einem Outsourcing: Unternehmen trennen sich aus Gründen der Effektivität von Tätigkeiten, die nicht zu ihren Kernkompetenzen gehören, und vergeben stattdessen Aufträge für solche Tätigkeiten an spezialisierte Dienstleistungsunternehmen.

- Der Anteil z. B. technologischen Wissens, dass zur Herstellung von hochwertigen, konkurrenzfähigen Produkten notwendig ist, steigt ständig (Beispiel: Autoindustrie). Unternehmen müssen sich daher Spezialwissen zugänglich machen, ohne die Lohnkosten für die benötigten Spezialisten dauerhaft finanzieren zu können. Outsourcing ist die Folge.

- Durch die Globalisierung steigt das internationale Handelsvolumen stark an. Internationaler Handel braucht Experten, die sich in den Märkten auskennen.

Diese Prozesse führen zu einem anhaltenden Beschäftigungswachstum bei Unternehmen, die unternehmensbezogene Dienstleistungen anbieten. 
Da viele Unternehmen heute auf spezialisierte Dienstleistungsanbieter angewiesen sind, ist ein breites Angebot unternehmensbezogener Dienstleistungen in einer Region heute ein wichtiger Standortfaktor für die wirtschaftliche Entwicklung dieser Region.
Unternehmensbezogene Dienstleistungen werden in einfache und höherwertige unternehmensbezogene Dienstleistungen unterteilt.

## Einfache unternehmensbezogene Dienstleistungen
In diesen Bereich werden Dienstleistungen eingeordnet, die einen geringen Anspruch an das Ausbildungsniveau der Mitarbeiter stellen. 
Sie können dem tertiären Sektor (Tertiärsektor) zugeordnet werden. 
Beispiele sind Dienstleistungen, die von Reinigungs-, Sicherheits- oder Transportunternehmen erbracht werden. 
Niedrige Löhne und geringe Beschäftigungssicherheit (McJobs) sind typische Merkmale in diesem Bereich.

## Höherwertige unternehmensbezogene Dienstleistungen
Höherwertige unternehmensbezogene Dienstleistungen stellen einen hohen Anspruch an das Ausbildungsniveau der Mitarbeiter. Da sie sehr spezialisiertes Wissen erfordern, dass auch in großen Unternehmen häufig fehlt, sind viele Unternehmen auf Anbieter aus diesem Bereich angewiesen. Ein breites Angebot dieser Dienstleistungen gilt als wichtiger Standortfaktor, der z. B. für die Neuansiedlung von Großunternehmen entscheidend sein kann.
Höherwertige unternehmensbezogene Dienstleistungen können dem quartären Sektor (Quartärsektor) zugeordnet werden. 
Beispiele sind Dienstleistungen, wie sie von beratenden Ingenieuren, Werbeagenturen oder Unternehmensberatungen erbracht werden.